# Carios pusillus
Carios pusillus är en fästingart som beskrevs av Glen M. Kohls 1950. Carios pusillus ingår i släktet Carios och familjen mjuka fästingar. Inga underarter finns listade.